# Il volo dell'aquila
Il volo dell'aquila (Ingenjör Andrées luftfärd) è un film del 1982 diretto da Jan Troell. 
Fu candidato all'Oscar al miglior film straniero.